# Gym Tonic (chanson)
 (août 2021).
Pour les articles homonymes, voir Gym Tonic (homonymie).
Singles de Bob Sinclar
My Only Love
(1998)
Gym Tonic est le premier single de Bob Sinclar pour lequel il a collaboré avec Thomas Bangalter du groupe Daft Punk. C'est Jane Fonda qui est samplée dans cette musique.

## Histoire
Si ce morceau révéla Bob Sinclar au grand public, l'histoire du morceau et de son auteur sont indissociables. En effet, c'est en 1998 que « Chris the French Kiss » (ancien pseudo de Bob Sinclar) imagine le concept Bob Sinclar, reprenant le nom du personnage incarné par Jean-Paul Belmondo dans le film Le Magnifique (1973). Cela ne devait être à l'origine qu'un seul et unique album, réunissant des titres de compositeurs et DJs anonymement, sous le pseudo général humoristique Bob Sinclar.
Chris rencontre alors en mars 1998 Thomas Bangalter (la moitié des Daft Punk, et également patron du label Roulé et de Stardust, avec le tube Music Sounds Better with You) dans un avion en direction de Miami pour la Winter Conference. Chris vend le concept de l'album Bob Sinclar à Bangalter et finit par le convaincre d'y participer. De retour à Paris, Thomas Bangalter crée en une nuit le titre Gym Tonic avec la voix échantillonnée de Jane Fonda. Il le transmet à Chris avec l'accord que ce morceau ne devait que figurer parmi les autres titres compilés anonymement sur l'album concept Bob Sinclar et en aucune façon faire l'objet d'un tirage en single. De plus, le sample de la voix de Jane Fonda avait été utilisé sans l'autorisation de l'artiste américaine, tout comme le sample issu du morceau Bad Mouthin de la Motown... Une fois l'album vinyle Bob Sinclar sorti et envoyé aux DJs, radios et autres majors, tous flashent sur un seul titre sur l'album : Gym Tonic.
La Warner, qui distribue le label de Chris et Alain, met la pression pour sortir ce morceau en single, car elle flaire le tube mondial et les bénéfices financiers à en retirer. Gêné par l'accord qui le lie avec Bangalter, Chris accepte dans un premier temps de sortir Gym Tonic en maxi (avec la mention prudente « for promotion only »). Le disque se retrouve en vente dans les bacs, il est joué partout. Sans l'accord de Bangalter, et sans avoir acheté les droits d'auteurs pour les morceaux échantillonnés. Les avocats sont alors actionnés de part et d'autre. La maison de disques Warner sortira une version bis de Gym Tonic, retravaillé par un DJ, et sans la voix originale de Jane Fonda.
Grâce au titre de Thomas Bangalter (seulement crédité de remixer sur la jaquette du disque), l'album Bob Sinclar décolle et lance la carrière de Christophe Le Friant.